# Antonella Scanavino
Antonella Scanavino Crespo (Maldonado, 30 de octubre de 1992) es una nadadora uruguaya que se especializó en eventos de nado mariposa e individual. A los quince años, se convirtió en una de las nadadoras más jóvenes en competir en los Juegos Olímpicos de Verano de 2008, representando a su nación, Uruguay. Antonella Scanavino es hija del excampeón de estilo libre de larga distancia de la nación, Carlos Scanavino, quien ganó la medalla de plata en los Juegos Panamericanos de 1987 en Indianápolis, Indiana, Estados Unidos, y apareció en dos ediciones de los Juegos Olímpicos (1984 y 1988).
Antonella Scanavino fue invitada por la FINA siguiendo las reglas de universalidad para competir como nadadora solitaria o individual para Uruguay en nado 100 m estilo mariposa en los Juegos Olímpicos de verano de 2008 en Pekín. Nadando contra Binta Zahra Diop de Senegal y Simona Muccioli de San Marino, Antonella Scanavino siguió a la rival senegalés a lo largo de la carrera para obtener una ventaja inmediata, pero cerca de la pared no pudo alcanzarla, con solo un pequeño dedo (0,02 segundos) para terminar solo con un tiempo de segundo lugar y cuarenta y ocho en total en 1:04.28.